# Vlamertinge
Vlamertinge (fr. Vlamertinghe, vls. Vloamertienge) – dzielnica (deelgemeente) miasta Ieper w Belgii, w Regionie Flamandzkim, w prowincji Flandria Zachodnia, w okręgu Ieper. Leży wzdłuż drogi N38, niedaleko miasta Poperinge. Do 31 grudnia 1976 samodzielna gmina.
Oprócz samego centrum miasta Ieper, Vlamertinge jest największą jego dzielnicą. Na zachodzie Vlamertinge, wzdłuż drogi do Poperinge, znajduje się osada Brandhoek.

## Historia
Najwcześniejsze dane na temat Vlamertinge pochodzą ze średniowiecza. W 857 r. zbudowano kaplicę. W 970 r. Ieper został zniszczony, a kaplica spłonęła. Najstarszy znany do tej pory dokument, który zawiera nazwę Flambertenges, jest aktem z 1066 roku. Baldwin V Flandryjski, hrabia Flandrii, jego żona Adela i ich syn Baldwin, w tym akcie oddali dobra dla kościoła i kapituły św. Piotra (Saint-Pierre) w Lille. Była to między innymi dziesięcina z Elverdinge, a także Vlamertinge – In territorio Furnensi, in villa Elverzenges, decinam unam ; Flambertenges decinam similiter unam.

Lokalizacja dzielnicy

## Geografia

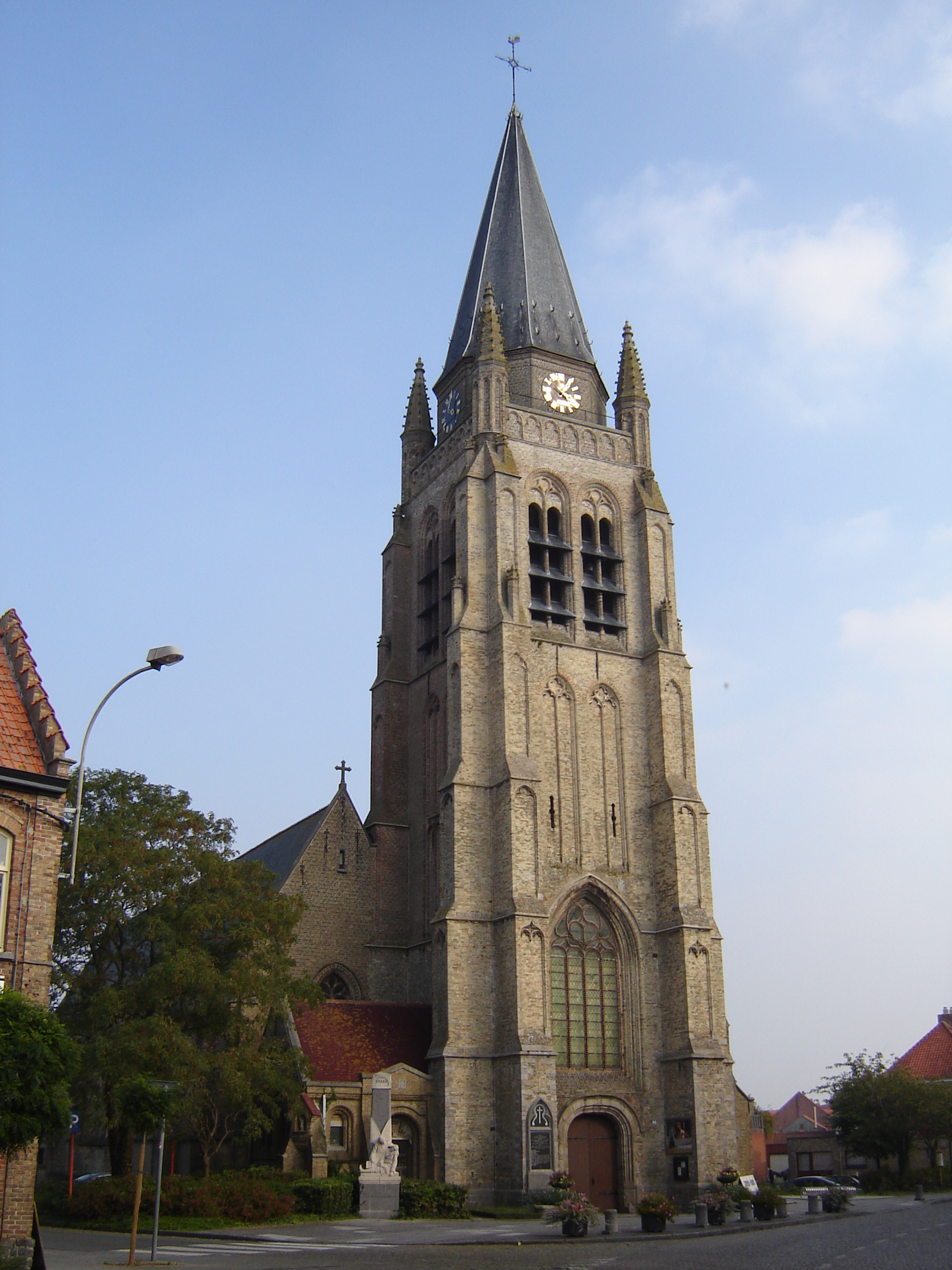
Kościół pw. św. Wedasta (Sint-Vedastus)

Vlamertinge znajduje się 17 m n.p.m. Gmina graniczy z Voormezele na południowym wschodzie, Kemmel i Dikkebus na południu, Reningelst na południowym zachodzie, Poperinge na zachodzie, Elverdinge na północy i Brielen na północnym wschodzie.

## Demografia
Od 1487 do 1697 r. obserwujemy duży spadek populacji Vlamertinge. Najbardziej prawdopodobnym wytłumaczeniem byłaby wojna osiemdziesięcioletnia w Niderlandach. Podczas I Wojny Światowej populacja ponownie się zwiększa. Jest tak dlatego, że Iepres, które było wtedy miastem frontowym, zostało mocno zbombardowane, a dzielnica Vlamertinge również ucierpiało z powodu nalotów bombowych.

## Zabytki
- kościół pw. św. Wedasta (Sint-Vedastus)
- ratusz z 1922 w stylu neo-flamandzko-renesansowym
- Zamek Vlamertinge powstały w latach 1857–1858 na zamówienie wicehrabiego Pierre Gustave du Parc według projektu Josepha Schadde'a
- wiele brytyjskich cmentarzy wojskowych z I wojny światowej